# 伯納利歐 (新墨西哥州)
伯納利歐（英語：Bernalillo，/ˌbɜːrnəˈliːjoʊ/）是一個位於美国新墨西哥州桑多瓦爾縣的城鎮，同時該地也是桑多瓦爾縣的縣治。

## 地方資料
伯納利歐的座標為35°18′34″N 106°33′07″W / 35.30944°N 106.55194°W，而該地的海拔高度為1540米（即5052英尺）。根據2020年美國人口普查，該地共人口8977人，而該地的面積約為13.80平方千米。